# Adolf Frederik V van Mecklenburg-Strelitz
George Adolf Frederik August Victor Ernst (Neustrelitz, 22 juli 1848 – Berlijn, 11 juni 1914) was van 1904 tot 1914 groothertog van Mecklenburg-Strelitz.
Hij was de zoon van groothertog Frederik Willem en Augusta van Cambridge, kleindochter van George III.

## Leven
Adolf Frederik nam in 1870/1871 deel aan de Frans-Pruisische Oorlog en was in 1871 namens zijn vader aanwezig bij de keizerskroning van Wilhelm I te Versailles.
Bij de dood van zijn vader op 30 mei 1904 nam hij de regering op zich. Door het goede financiële beleid van Frederik Willem was hij in staat het aantal ambtenaren te verdubbelen, het pensioenrecht in te voeren en economie en onderwijs te stimuleren. In tegenstelling tot zijn reactionair-conservatieve voorgangers was Adolf Frederik een voorstander van het parlementaire stelsel. Op 4 maart 1907 kondigde hij, evenals de groothertog van buurstaat Mecklenburg-Schwerin, Frederik Frans IV, een grondwetsherziening aan die beter bij de liberale tijdgeest zou aansluiten. Eerdere pogingen hiertoe waren door de ridderstand getraineerd. Tevens trachtte hij de vete met Pruisen die onder het bewind van zijn vader was ontstaan bij te leggen.
Adolf Frederik V stierf op 11 juni 1914 in Berlijn en werd in aanwezigheid van keizer Wilhelm II bijgezet in de groothertogelijke crypte te Mirow. Hij werd opgevolgd door zijn oudste zoon Adolf Frederik VI.

## Kinderen
Adolf Frederik V was op 17 april 1877 te Dessau gehuwd met Elisabeth van Anhalt, dochter van hertog Frederik I van Anhalt. Uit dit huwelijk werden vier kinderen geboren:
- Marie (1878-1948), gehuwd met Georg Jametel en Julius Ernst, zoon van Ernst van Lippe-Biesterfeld
- Jutta (1880-1946), gehuwd met Danilo, kroonprins van Montenegro, zoon van Nicolaas I van Montenegro
- Adolf Frederik VI George Ernst Albert Eduard (1882-1918)
- Karel Borwin Christiaan Alexander Arthur (1888-1908)